# Sally Foster
Pour les articles homonymes, voir Foster.
Sally Foster, née le 13 avril 1985 à Perth est une nageuse australienne, spécialiste des épreuves de brasse et de nage libre. Elle a participé deux fois aux Jeux olympiques en 2008 à Pékin et en 2012 à Londres où elle se classe huitième et dernière de la finale du 200 m brasse. C'est dans cette même épreuve qu'elle a obtenu la médaille d'argent aux Championnats du monde en petit bassin 2008.

## Palmarès

### Championnats du monde

#### Grand bassin
- Championnats du monde 2007 à Melbourne (Australie) :
  -  Médaille de bronze du relais 4 × 100 m nage libre[1].

- Championnats du monde 2009 à Rome (Italie) :
  -  Médaille d'argent du relais 4 × 100 m quatre nages[1].
  -  Médaille de bronze du relais 4 × 100 m nage libre[1].

- Championnats du monde 2013 à Barcelone (Espagne) :
  -  Médaille d'argent du relais 4 × 100 m quatre nages.

#### Petit bassin
- Championnats du monde 2008 à Manchester (Royaume-Uni) :
  -  Médaille d'argent au  200 m brasse.
  -  Médaille d'argent du relais 4 × 100 m nage libre[1].

- Championnats du monde 2012 à Istanbul (Turquie) :
  -  Médaille d'argent du relais 4 × 100 m nage libre.
  -  Médaille d'argent du relais 4 × 100 m quatre nages[1].

- Championnats du monde 2014 à Doha (Qatar) :
  -  Médaille d'argent du relais 4 × 100 m quatre nages.